# Vladislav II.
Vladislav II. (kolem roku 1110 – 18. ledna 1174, Meerane) byl od roku 1140 český kníže a v letech 1158–1172 jako Vladislav I. druhý český král z rodu Přemyslovců. O jeho mládí neexistují téměř žádné zprávy, ale písemné prameny dokládají, že českým knížetem byl zvolen pro svou mladickou lehkovážnost. Předpoklady šlechticů, že budou moci nového panovníka ovládat podle své vůle, se však ukázaly liché, neboť Vladislav záhy po zvolení upevnil svou pozici a obhájil své panovnické postavení i po vzpouře moravské a části české šlechty v roce 1142. V květnu 1147 vyrazil po boku svého švagra římskoněmeckého krále Konráda III. a francouzského krále Ludvíka VII. na druhou křížovou výpravu do Svaté země, vojsko však pro různé obtíže do cíle vůbec nedorazilo. V červnu 1156 byl Vladislav II. novým římskoněmeckým císařem Fridrichem Barbarossou požádán o podporu proti severoitalským svobodným městům, zejména Milánu, za niž byl 11. ledna 1158 na říšském sněmu v Řezně korunován českým králem. V dalších letech pak hájil císařovy zájmy nejen v Itálii, ale také v Uhrách a Polsku. V roce 1172 se stárnoucí Vladislav rozhodl vzdát českého trůnu ve prospěch svého nejstaršího syna Bedřicha. Toto rozhodnutí však úmyslně nekonzultoval s císařem, kvůli čemuž český stát na dlouhou dobu upadl do mocenských zmatků. Z těchto příčin odešel do exilu na panství své druhé ženy Judity v Durynsku, kde také v lednu 1174 zemřel.

## Knížecí stolec

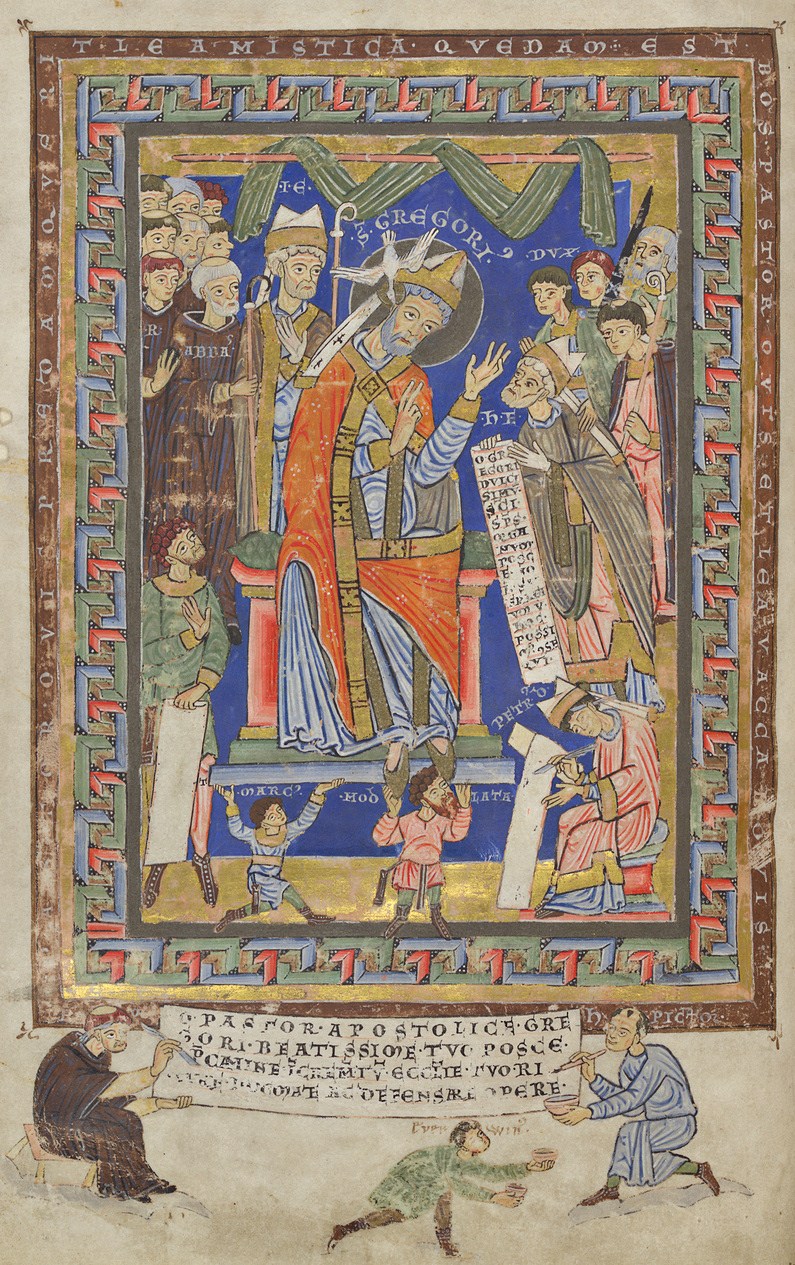
Dedikační scéna z Olomouckého horologia – pod ozn. dux (napravo od hlavy sv. Řehoře Velikého, ústřední postavy obrazu) je vyobrazen buď Soběslav I. nebo Vladislav II.

Vladislav II. se narodil jako nejstarší syn knížete Vladislava I. a jeho manželky Richenzy z Bergu. O jeho mládí se nedochovaly téměř žádné informace, nicméně se zdá, že žil bezstarostným životem jednoho z řady přemyslovských princů. Pouze z Letopisu kanovníka Vyšehradského se dozvídáme o tom, že v roce 1136 byl přiveden z vyhnanství a měl vést pomocný oddíl, který český kníže poskytl císaři Lotharovi III., jenž se připravoval na cestu do Říma. Vladislav od Soběslava I. přijal peníze na výpravu, avšak po boku přátel s nimi záhy uprchl do Uher. Nicméně tato zpronevěra peněz byla jedním z důvodů jeho jmenování na knížecí stolec. Ačkoli se český kníže Soběslav I. snažil na sklonku života zajistit následnictví svému sotva dospělému synovi Vladislavovi, čeští feudálové v čele s mocným Načeratem se pokusili do čela státu dosadit panovníka slabého, jenž by byl pro svou funkci nekompetentní a provozoval by vládu v zemi podle jejich vůle. Vladislav byl v té době znám jako muž veselý a bezstarostný, a dalo se předpokládat, že se bez šlechty nedokáže obejít. S volbou souhlasili i ti z českých předáků, kteří před Soběslavem I. přísahali na ostatky svatých na říšském sněmu v Bamberku a na sněmu v Sadské. Slibem se necítil vázán ani římskoněmecký král Konrád III., který s volbou Vladislava souhlasil zřejmě i díky okolnosti, že uzavřel sňatek s jeho nevlastní sestrou Gertrudou Babenberskou, potažmo úspěšně požádal o její ruku. Avšak předpoklady českých šlechticů, že je vděčný Vladislav zahrne výnosnými úřady, benefity a dalšími poctami, vyšly naprázdno, neboť ve chvíli, kdy nový panovník upevnil svou pozici na českém trůně, projevil značnou ráznost a samostatnost.
Mezi některými českými šlechtici nenaplnění těchto nadějí vzedmulo vlnu odporu, kterou vyjádřili otevřenou revoltou a současně tím, že nabídli knížecí trůn Konrádovi Znojemskému, jemuž podle tzv. stařešinského (seniorátního) zákona jako nejstaršímu Přemyslovci panovnický post skutečně náležel. Ke vzbouřencům se připojila i další moravská údělná knížata, mezi jinými Vratislav Brněnský a Ota III. Olomoucký, dále synové knížete Bořivoje Spytihněv a Lupolt a bývalý kandidát na český knížecí trůn Vladislav. Na jaře roku 1142 překročily ozbrojené družiny rebelů hranice Čech, aby Vladislava II. s konečnou platností zbavily jeho postavení. Českého knížete, jenž proti vzbouřencům shromáždil vojsko na vrchu Vysoká na Čáslavsku, podpořili zejména jeho bratři Děpolt a Jindřich a olomoucký biskup Jindřich Zdík, který nad rebelující Moravou vyhlásil interdikt.
| „                    | A tak nadešel onen den 25. dubna, den smutku a neštěstí, den, kdy se strhla v Čechách válka více než občanská, den, kdy vévoda Vladislav přesil své věrné jako pšenici. Neboť když mu již růžové korouhve, jeho válečné prapory, slibovaly blízké vítězství, tu někteří věrolomní šlechtici, protože z nich ještě nebyl vyčištěn kal, utekli právě ve chvíli srážky vojska svrchu řečeného vévody Vladislava, přičemž si dávali smluvená znamení a silným hlasem volali, že jsou nadobro poraženi; neboť nebyl z nich kvas ještě docela vyčištěn. Co tedy? Kníže Vladislav a bratři jeho činili, co mezi takovými nevěrnými lidmi činiti se dalo: jako lvové vrhli se mezi voje Kunratovi a tak prostředkem řad nepřátelských mužně je potírajíce prošli a ztrativše mnohé na straně své a pobivše jiné na straně protivné se svými, kteří při nich zůstali a s panem Jindřichem, jenž jim byl nejvěrnější, se pak vrátili do Prahy. A nebylo divu, neboť tak to vyžadoval nejistý výsledek války. | “ |
| — Letopis Vincenciův | |   |

Vladislav bitvu u Vysoké prohrál a přišel o značnou část vojáků. Společně s bratry se mu však podařilo probít se zpět do Prahy, odkud společně s biskupem Jindřichem Zdíkem odjel požádat o pomoc římského krále Konráda. Děpolt po dobu bratrovy nepřítomnosti společně s kněžnou Gertrudou bránil Pražský hrad a Jindřich byl vyslán sbírat vojáky do Budyšína. Vladislav byl v říši úspěšný a vracel se zpět společně s královským vojskem. Ve chvíli, kdy se Konrád Znojemský dozvěděl o příchodu vojska z německých zemí, chtěl mu neprodleně vyrazit vstříc. Avšak jakmile od svých zvědů obdržel zprávy, že na pláních za Plzní uzřeli tak četné voje, že od jejich štítů pozlacených, od jejich brnění a přilbic sluncem osvětlených sousední hory třpytiti se zdály, rozhodl se ustoupit zpět na Moravu. Vítězní obránci Prahy přivítali Vladislava II. a krále Konráda na Vyšehradě 7. června, tedy téměř dva a půl měsíce po střetnutí u Vysoké.

### Křížová výprava do Svaté země

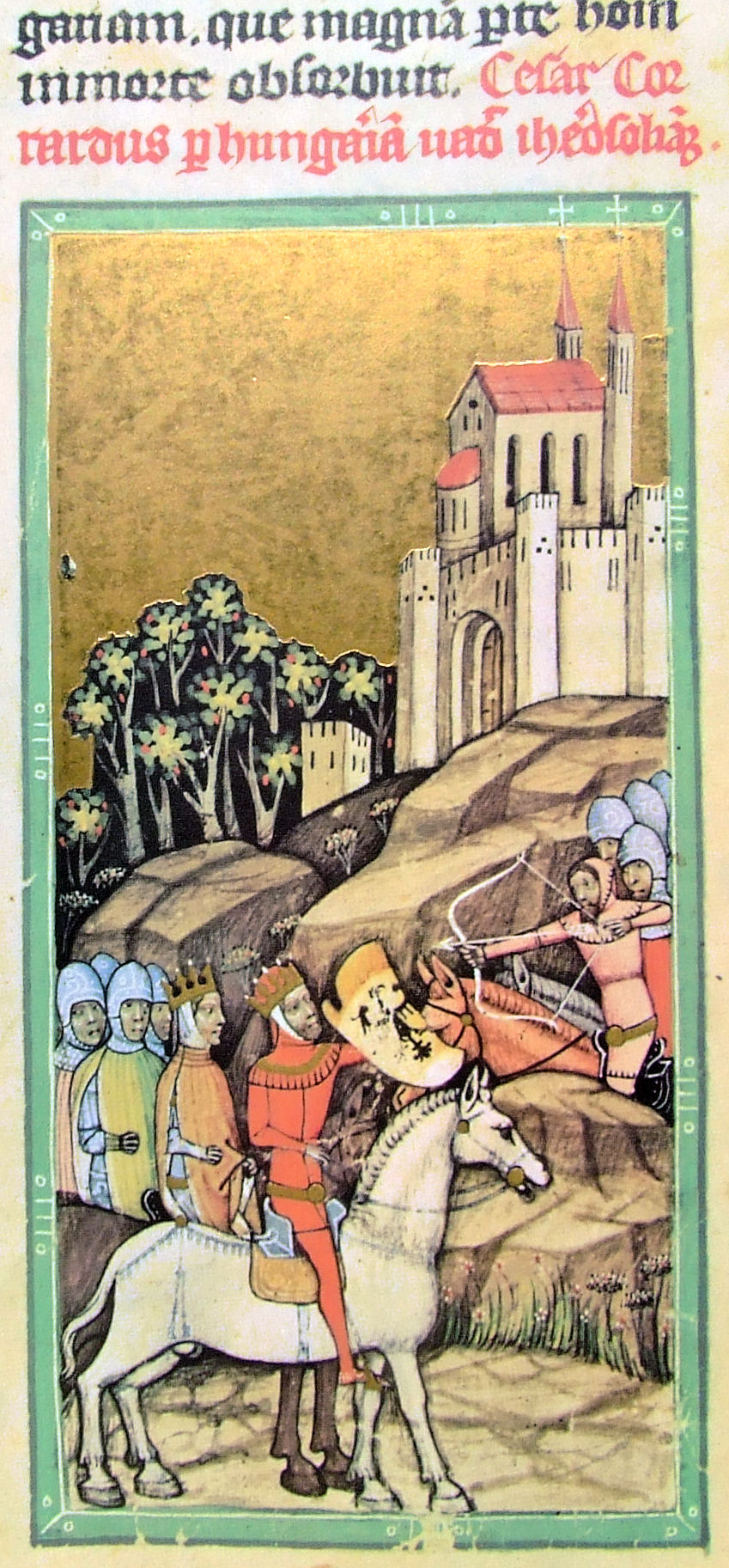
Konrádova armáda projíždí Uherskem (iluminace z Vídeňské obrázkové kroniky)

Po pádu Edessy byla na počátku roku 1146 vydána papežská bula vyzývající k osvobození Východu od pohanů. Agitace se ujal opat Bernard z Clairvaux, kterému se podařilo pro kruciátu získat také krále Konráda. Společně s Konrádem se kruciáty hodlal zúčastnit také kníže Vladislav s bratrem Jindřichem, bratrancem Spytihněvem a Vladislavem Vyhnancem.
| „            | …vévoda, podnícen v hloubi srdce svého, přijal z lásky k Pánu pro odpuštění hříchů s rodným svým bratrem Jindřichem a se svým bratrancem Spytihněvem a s přečetným vojskem svých předáků kříž s rozhodl se táhnout za moře a bojovat proti pohanům… | “ |
| — Vincencius | |   |

Není zcela jisté, zda Češi na počátku výpravy odcházeli z Řezna společně s Konrádem a táhli s jeho hlavním vojskem. Zdá se, že důležitých bojů se nezúčastnili a nepanuje ani jistota, zda se zúčastnili bitvy u Dorylea. Podle byzantských pramenů se český houf po Doryleu setkal se zbídačenými křižáky Konráda III. v Nikáji a poté se rozhodl pro návrat domů. Knížete Vladislava údajně při cestě domů přijal v Konstantinopoli císař Manuel. Vladislav mu přislíbil stejně jako ostatní křižáčtí páni, že všechna jím dobytá území budou byzantským lénem. V roce 1148 se čeští křižáci oklikou přes Rusko vrátili zpět domů.
Po smrti své první manželky Gertrudy Babenberské se Vladislav v roce 1153 podruhé oženil s Juditou, dcerou Ludvíka I. Durynského.
| „            | Léta po vtělení páně MCLIII řečený kníže Vladislav k radě biskupa svého Daniela a jiných velmožů a pánů své země pojal za manželku Juditu, paní vzrůstem a krásou takřka nad lidskou podobu vynikající a jakoby ratolest božskou, sestru to pana Ludvíka, lankraběte Durynského, vznešenou a velmi počestnou, znalou velice umění literního a řeči latinské, což nejvíce povznáší krásu paní vysokých… | “ |
| — Vincencius | |   |

## Královský titul
Po nástupu Fridricha Barbarossy na římský trůn (1152) vzájemné vztahy s říší ochladly, jelikož nový císař favorizoval potomky Soběslava I. K navázání nových vztahů došlo díky pražskému biskupovi Danielovi až v červnu 1156 na svatbě Fridricha Barbarossy s Beatricí Burgundskou. A byl to právě český kníže Vladislav, který v roli mluvčího shromážděných knížat zveřejnil na shromáždění v Řezně povýšení bavorské východní marky na rakouské vévodství. V následujícím roce se podílel na císařské výpravě do Polska, kde se společně s oběma bratry zúčastnil bojů na obranu práv Vladislava Vyhnance.
Vladislav Barbarossovi přislíbil pomoc v plánovaném boji se severoitalskými městy a především s Milánem. Pomoc byla odměněna na sněmu v Řezně v lednu 1158.
| „            | Téhož roku Vladislav, kníže český přišel s velmoži svými do Řezna k sněmu císařskému, markrabům a jiným knížatům určenému, kde přišlo u veřejnost, co tajně se bylo ujednalo; nebo císař pán ozdobil 11. ledna jmenovaného knížete pro jeho věrné služby přede všemi svými knížaty korunou královskou a z knížete učiniv krále takovouto jej ozdobou okrášlil… | “ |
| — Vincencius | |   |

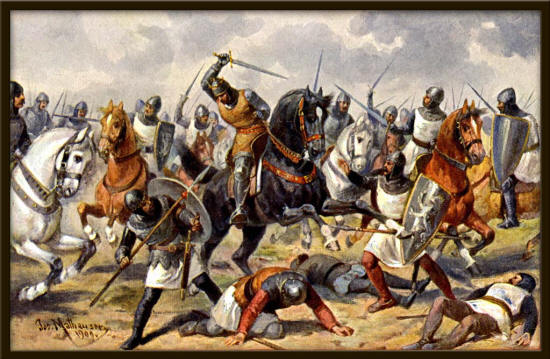
Čechové před Milánem roku 1158. Ilustrace Josefa Mathausera ke knize „Historie českého národa v obrazech“ (1909)

Tento akt byl jednoznačně výhodnější pro Barbarossu. Získal pomoc a nic jej to nestálo. V létě téhož roku doprovázel Vladislav císaře na výpravu proti Milánu, Češi se vyznamenali v bojích u Brescie, Milán však dobyt nebyl. Roku 1161 se do Itálie vydal Vladislavův prvorozený syn Bedřich se strýcem Děpoltem. Ovšem ani tato vojenská výprava nebyla úspěšná. Teprve při třetím tažení počátkem roku 1162 konečně Milán padl a osobně zúčastněný Vladislav se domů vrátil s bohatou odměnou ve zlatě a stříbře, velkou slávou a údajně (podle nevěrohodného údaje Dalimilovy kroniky ze 14. století) ozdoben zbrusu novým erbem – stříbrným lvem v červeném poli, který vystřídal dosud Přemyslovci prý užívanou černou orlici na stříbrném štítě.
Po smrti krále Gejzy II. († 1162) Fridrich Barbarossa pověřil Vladislava zásahem v sousedních Uhrách. Na trůn zde přes odpor svého strýce Štěpána IV. nastoupil Štěpán, Gejzův nezletilý syn. Byzantský císař Manuel I. Komnenos na podporu Štěpána IV., manžela své neteře Marie Komneny, vytáhl k dunajské hranici. Roku 1164 vstoupili Češi za velkého drancování na uherské území a setkali se zde s byzantskými sbory, Vladislav hájil Štěpána III. a zásadu primogenitury. K bitvě s Byzantinci nakonec nedošlo, Manuel ustoupil za Dunaj a Vladislav dosáhl uznání Štěpána III. Béla získal od bratra dlouho odpíraný úděl a vnučka českého krále Helena (dcera Bedřicha) se provdala za císařova příbuzného.

### Roztržka s císařem
Po smrti biskupa Daniela v roce 1167 se vztah mezi římským císařem a českým králem začal kalit, zejména když se Vladislavův syn Vojtěch stal příštího roku salcburským arcibiskupem. Vladislav II. sice Barbarossovi nabídl finanční částku na respektování Vojtěcha v úřadu arcibiskupa, ale ten Vojtěcha na sněmu v Bamberku v roce 1169 odmítl uznat. Roztržka s císařem Vladislava oslabila při řešení nástupnické otázky.

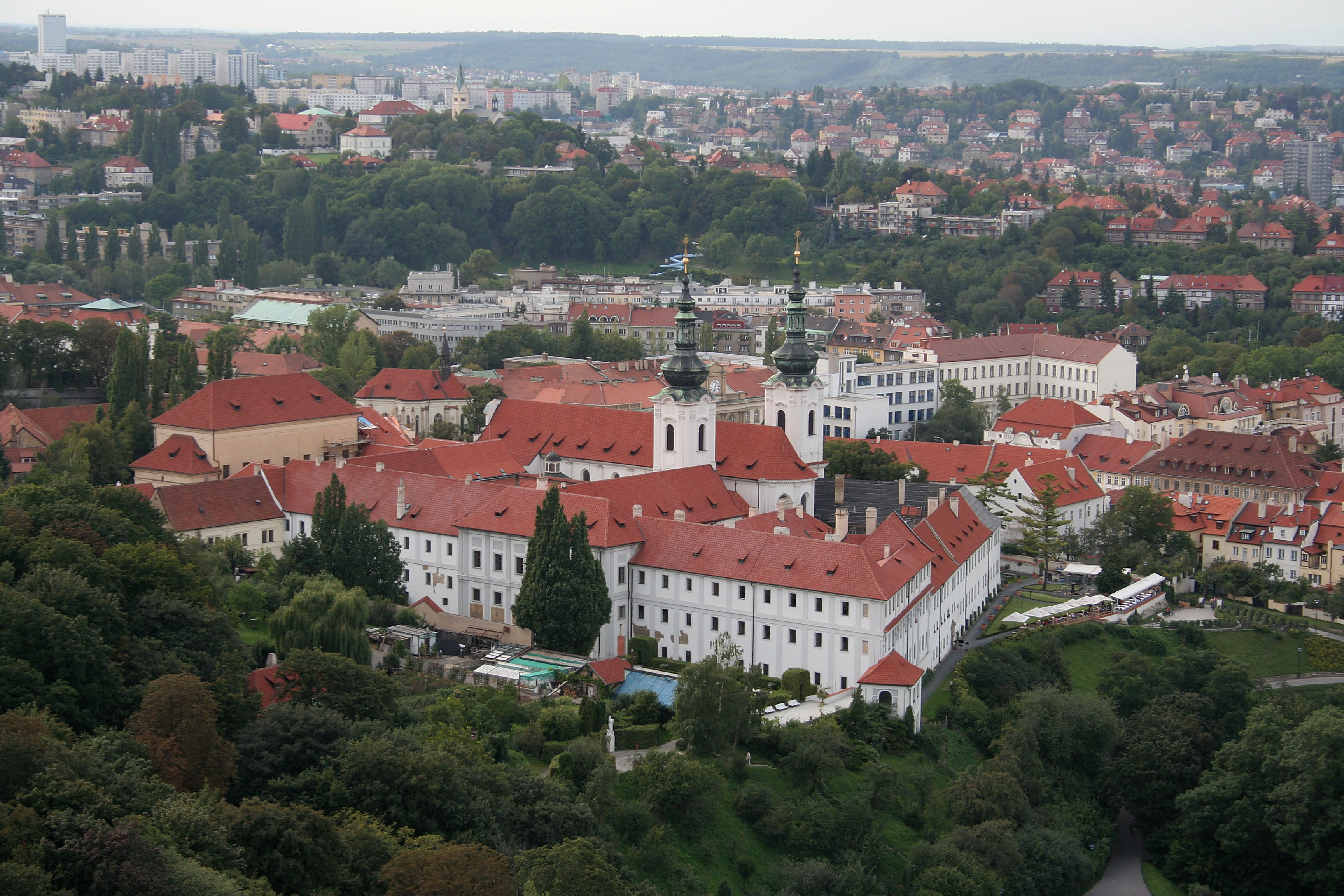
Strahovský klášter – místo posledního odpočinku

Ve snaze zajistit nástupnictví svému nejstaršímu synu Bedřichovi rezignoval Vladislav koncem roku 1172 na svůj úřad a uvedl syna na knížecí stolec. Neučinil tak ani cestou sněmovního shromáždění, ani přijetím knížectví od císaře. Ve strahovském klášteře si upravil obydlí na dožití. Vladislavovo ztotožnění s politikou říše ovšem Bedřichovi neusnadňovalo složitou situaci uvnitř početné přemyslovské dynastie. O nejvyšší post v zemi se hlásili také synové Soběslava  I. – na Přimdě vězněný Soběslav (II.), nejstarší tehdy žijící Přemyslovec, Oldřich a Václav. Oporu našli u císaře Fridricha Barbarossy, který v září 1173 zbavil Bedřicha moci a za českého knížete určil Oldřicha. Oldřich však neměl podporu české šlechty a brzy předal vládu svému bratrovi Soběslavovi.
Starý král na podzim 1173 opustil Čechy a odebral se do Durynska, na statky své druhé manželky, kde v Meerane již v lednu následujícího roku zemřel. Byl pohřben v míšeňské katedrále, později byly jeho ostatky přeneseny do strahovského konventního chrámu Nanebevzetí Panny Marie. Jako zakladatele kláštera a mocného lva Českého království, slavného slunce českého nebe jej připomíná barokní epitaf z roku 1727, kde je uveden společně s Jindřichem Zdíkem a pražským biskupem Janem.

## Hodnocení vlády
Dlouhá Vladislavova vláda přinesla českým zemím rozkvět. Jeho rodinné a politické styky se zahraničím otevřely cestu mnohým kulturním vlivům, které přicházely do Čech ze západu. Na počátku Vladislavova panování se v Čechách usadily tzv. reformované řády, premonstráti a cisterciáci, později i johanité. Byla založena řada klášterů (Strahov, Plasy, Pomuk, Želiv, Doksany). V Praze nechal v letech 1160–1172 na popud své choti postavit kamenný most přes řeku Vltavu.
Na druhé straně se pouze dynastické motivy ztotožnění s politikou říše ukázaly jako příliš úzké. Dokazuje to následující čtvrtstoletý úpadek panovnické moci, s Vladislavovou vládou nerozlučně spojený.

## Potomci
V roce 1140 se oženil s Gertrudou Babenberskou († 1150), se kterou měl čtyři děti:
- Bedřich (1141? – 1189), český kníže ∞ 1157 Alžběta Uherská
- Anežka († 1228), abatyše u sv. Jiří
- Svatopluk († po 1169)
- Vojtěch († 1200), salcburský arcibiskup

V roce 1153 se oženil podruhé, s Juditou Durynskou (po 1135 – po 1174), se kterou měl tři děti:
- Přemysl Otakar I. (1155? – 1230), český král ∞
  - 1178 Adléta Míšeňská
  - 1199 Konstancie Uherská
- Vladislav Jindřich (1160? – 1222), český kníže a moravský markrabě ∞ Heilwida
- Richsa (1165? – 1182) ∞ 1177 Jindřich I. z Mödlingu, syn Jindřicha II. Jasomirgotta

## Vývod z předků
|               |                        |  |  |                       |  |  |  |  |  |  |  | Oldřich Český |
|               |                        |  |  |                       |  |  |  |  |  |  |  |               |
|               | Břetislav I. Český     |  |  |                       |  |  |  |  |  |  |  |               |
|               |                        |  |  |                       |  |  |  |  |  |  |  |               |
|               |                        |  |  | kněžna Božena         |  |  |  |  |  |  |  |               |
|               |                        |  |  |                       |  |  |  |  |  |  |  |               |
|               | Vratislav II. Český    |  |  |                       |  |  |  |  |  |  |  |               |
|               |                        |  |  |                       |  |  |  |  |  |  |  |               |
|               |                        |  |  | Jindřich Nordgavský   |  |  |  |  |  |  |  |               |
|               |                        |  |  |                       |  |  |  |  |  |  |  |               |
|               | Jitka ze Schweinfurtu  |  |  |                       |  |  |  |  |  |  |  |               |
|               |                        |  |  |                       |  |  |  |  |  |  |  |               |
|               |                        |  |  | Gerberga z Grabfeldu  |  |  |  |  |  |  |  |               |
|               |                        |  |  |                       |  |  |  |  |  |  |  |               |
|               | Vladislav I.           |  |  |                       |  |  |  |  |  |  |  |               |
|               |                        |  |  |                       |  |  |  |  |  |  |  |               |
|               |                        |  |  | Měšek II. Lambert     |  |  |  |  |  |  |  |               |
|               |                        |  |  |                       |  |  |  |  |  |  |  |               |
|               | Kazimír I. Obnovitel   |  |  |                       |  |  |  |  |  |  |  |               |
|               |                        |  |  |                       |  |  |  |  |  |  |  |               |
|               |                        |  |  | Richenza Lotrinská    |  |  |  |  |  |  |  |               |
|               |                        |  |  |                       |  |  |  |  |  |  |  |               |
|               | Svatava Polská         |  |  |                       |  |  |  |  |  |  |  |               |
|               |                        |  |  |                       |  |  |  |  |  |  |  |               |
|               |                        |  |  | Vladimír I. Kyjevský  |  |  |  |  |  |  |  |               |
|               |                        |  |  |                       |  |  |  |  |  |  |  |               |
|               | Dobroněga Kyjevská     |  |  |                       |  |  |  |  |  |  |  |               |
|               |                        |  |  |                       |  |  |  |  |  |  |  |               |
|               |                        |  |  | Anna Porfyrogennéta   |  |  |  |  |  |  |  |               |
|               |                        |  |  |                       |  |  |  |  |  |  |  |               |
| Vladislav II. |                        |  |  |                       |  |  |  |  |  |  |  |               |
|               |                        |  |  |                       |  |  |  |  |  |  |  |               |
|               |                        |  |  |                       |  |  |  |  |  |  |  |               |
|               |                        |  |  |                       |  |  |  |  |  |  |  |               |
|               | Poppon z Bergu         |  |  |                       |  |  |  |  |  |  |  |               |
|               |                        |  |  |                       |  |  |  |  |  |  |  |               |
|               |                        |  |  |                       |  |  |  |  |  |  |  |               |
|               |                        |  |  |                       |  |  |  |  |  |  |  |               |
|               | Jindřich z Bergu       |  |  |                       |  |  |  |  |  |  |  |               |
|               |                        |  |  |                       |  |  |  |  |  |  |  |               |
|               |                        |  |  |                       |  |  |  |  |  |  |  |               |
|               |                        |  |  |                       |  |  |  |  |  |  |  |               |
|               | Sophie                 |  |  |                       |  |  |  |  |  |  |  |               |
|               |                        |  |  |                       |  |  |  |  |  |  |  |               |
|               |                        |  |  |                       |  |  |  |  |  |  |  |               |
|               |                        |  |  |                       |  |  |  |  |  |  |  |               |
|               | Richenza z Bergu       |  |  |                       |  |  |  |  |  |  |  |               |
|               |                        |  |  |                       |  |  |  |  |  |  |  |               |
|               |                        |  |  | Děpold z Traungau     |  |  |  |  |  |  |  |               |
|               |                        |  |  |                       |  |  |  |  |  |  |  |               |
|               | Děpold II. z Vohnburgu |  |  |                       |  |  |  |  |  |  |  |               |
|               |                        |  |  |                       |  |  |  |  |  |  |  |               |
|               |                        |  |  | Marie ze Schweinfurtu |  |  |  |  |  |  |  |               |
|               |                        |  |  |                       |  |  |  |  |  |  |  |               |
|               | Adelheida z Mochentalu |  |  |                       |  |  |  |  |  |  |  |               |
|               |                        |  |  |                       |  |  |  |  |  |  |  |               |
|               |                        |  |  | Berthold z Zähringenu |  |  |  |  |  |  |  |               |
|               |                        |  |  |                       |  |  |  |  |  |  |  |               |
|               | Liutgarda z Zähringenu |  |  |                       |  |  |  |  |  |  |  |               |
|               |                        |  |  |                       |  |  |  |  |  |  |  |               |
|               |                        |  |  | Richenza              |  |  |  |  |  |  |  |               |
|               |                        |  |  |                       |  |  |  |  |  |  |  |               |